# Чернетешть (комуна, Бузеу)
Чернетешть, Чернетешті (рум. Cernătești) — комуна у повіті Бузеу в Румунії. До складу комуни входять такі села (дані про населення за 2002 рік):
- Алдень (527 осіб)
- Беєшть (63 особи)
- Вледень (60 осіб)
- Зернештій-де-Сленік (1250 осіб)
- Келдеруша (100 осіб)
- Манасія (394 особи)
- Фулга (458 осіб)
- Чернетешть (1175 осіб) — адміністративний центр комуни

Комуна розташована на відстані 105 км на північний схід від Бухареста, 13 км на північ від Бузеу, 100 км на захід від Галаца, 99 км на південний схід від Брашова.

## Населення
За даними перепису населення 2002 року у комуні проживали 4027 осіб.
Національний склад населення комуни:
| Національність | Кількість осіб | Відсоток |
| -------------- | -------------- | -------- |
| румуни         | 4023           | 99,9%    |
| цигани         | 4              | 0,1%     |

Рідною мовою назвали:
| Мова      | Кількість осіб | Відсоток |
| --------- | -------------- | -------- |
| румунська | 4025           | > 99,9%  |
| циганська | 2              | < 0,1%   |

Склад населення комуни за віросповіданням:
| Релігія       | Кількість осіб | Відсоток |
| ------------- | -------------- | -------- |
| православні   | 4009           | 99,6%    |
| п'ятдесятники | 13             | 0,3%     |
| адвентисти    | 3              | 0,1%     |
| римо-католики | 2              | < 0,1%   |

## Зовнішні посилання
- Дані про комуну Чернетешть на сайті Ghidul Primăriilor [Архівовано 14 червня 2010 у Wayback Machine.]